# Indigo Algorithm-藍の電思基数法-
『Indigo Algorithm-藍の電思基数法-』（インディゴアルゴリズム あいのでんしきすうほう）は、2004年5月31日にリリースされた浅倉大介のアルバム。発売元はDarwin Record。

## 概要
2004年から2005年にかけて、1年間で虹の七色をモチーフとした7枚のアルバムを制作するというコンセプトのもとリリースされたアルバム「Quantum Mechanics Rainbow」シリーズの第2弾。本作は「藍」をモチーフとして制作。オリコン週間インディーズチャートでは9位にランクインし、累計売上は0.2万枚を記録した。
収録曲「Sheltering Sea」は、ニッポン放送『知ってる?24時。』内の企画で読売理工学院イメージソングとして制作され、100枚限定配布された「Take Action!」を原曲に、歌詞を変更したもの。ゲストボーカルとして真藤敬利を起用している。「Stigma -indigo-saurus! ver.-」は、The Seekerの5thシングルのセルフカバー。

## 収録曲
1. Abyssos -shi・n・ka・i-
  - 作曲・編曲：浅倉大介
2. Angel Algorithm
  - 作詞：麻倉真琴　作曲・編曲：浅倉大介
3. étude on D-string
  - 作曲・編曲：浅倉大介
4. Division by Zero error
  - 作曲・編曲：浅倉大介
5. Sheltering Sea
  - 作詞：井上秋緒　作曲・編曲：浅倉大介
  - ボーカル：真藤敬利
6. Indigo cave
  - 作詞：麻倉真琴　作曲・編曲：浅倉大介
7. Quantum Mechanics Rainbow Ⅱ
  - 作曲・編曲：浅倉大介
8. Stigma -indigo-saurus! ver.-
  - 作詞：井上秋緒　作曲・編曲：浅倉大介
9. Ouranos -te・n・ku・u-
  - 作曲・編曲：浅倉大介

## エンジニア
- Recorded&Mixed by Daisuke Asakura
- Assisted by Takashi Ikito,Takeshi Edamitsu
- Mastered by Yasuji Maeda